# Simone Baldini Tosi
Simone Baldini Tosi (San Giovanni Valdarno, 10 ottobre 1973) è un cantautore italiano.

## Biografia
Simone Baldini Tosi inizia fin dall'infanzia a studiare musica. Scopre crescendo una profonda passione per il canto e quindi, mentre frequenta il conservatorio "L. Cherubini" di Firenze, fa i suoi primi concerti live spaziando dalla musica leggera, al rock progressive (Midian, Moongarden, Soundwall Project), alla musica minimalista oltre che classica. Nel 1998 si diploma in violino e continua parallelamente alla sua attività di cantante e cantautore a studiare: partecipa al VI Convegno Internazionale di Foniatria e Logopedia “La voce Artistica” avvicinandosi alle tecniche canore del Vocal Power e VoiceCraft, studia armonia e composizione con il Maestro Paolo Mugnai e direzione d'orchestra con il Maestro Lorenzo Parigi.
Durante il suo percorso partecipa ad alcuni concorsi musicali in cui si contraddistingue non solo per la sua voce, ma anche per le sue canzoni. È vincitore del festival San Marino (2002), del concorso Voci Domani (All Music 2003), finalista al TIM TOUR (2003), vincitore Sanremo Rock sezione Cantautori (2005) e finalista per ben due volte di Sanremolab (1998 e 2006).
Queste esperienze lo fanno entrare in contatto e collaborare con alcune importanti personalità della discografia italiana tra cui Alessandro Colombini (Battisti, Venditti, Zarrillo), Mara Maionchi (Ferro, Nannini), Roberto Colombo (Ruggiero), Roberto Mancinelli (Sony/ATV Music Publishing), Fabrizio Federighi (Banda Bardò, Povia, Denovo, Mario Venuti, Luca Madonia).

### Collaborazioni artistiche e produzione musicale
Grazie alla collaborazione artistica con Fabrizio Federighi nel 2012 Simone entra nel gruppo "Sugar Music" come autore e co-produttore. Nel 2013 Marco Mengoni, vincitore del Festival di Sanremo di quell'anno, sceglie il brano Una parola (testo e musica di Simone Baldini Tosi), per il suo disco #Pronto a correre. L'anno seguente sarà Manuel Foresta, partecipante della prima edizione di The Voice Italia, a scegliere il brano Se fossi ancora qui (musica e testo di Simone Baldini Tosi).
Insieme a Fabrizio Federighi ha partecipato ai lavori di vari artisti: ha inciso le parti di violino nel disco di Luca Madonia L'alieno a cui hanno collaborato tra gli altri Franco Battiato e Carmen Consoli, ha suonato nel disco "Però quasi" di Freak Antoni & Ale Mostacci dove ha duettato tra gli altri anche Luca Carboni e ha co-prodotto il duo La$ignora, progetto discografico di Sugar Music (2013).
Nel 2014 dirige e canta nel progetto di sua ideazione Leggera Sinfonia dove la musica classica, quella popolare e quella elettronica si fondono in un linguaggio nuovo. Lo studio della direzione di orchestra lo porta al allargare la sua attività artistica e quindi dirige a Firenze l'Inno alla gioia" di Beethoven e a Roma al "Pala Tiziano" le musiche di Richard Strauss, John Towner Williams e di Lana e Andy Wachowski. 
Nel luglio 2015 viene invitato come voce solista dalla Fantomatik Orchestra durante la loro esibizione al Pistoia Blues Festival '15.
Simone Baldini Tosi in questi anni di elaborazione artistica e di ricerca interiore, sviluppa l'idea per uno spettacolo di musica e parole dal titolo "La Pace è ogni passo" tratto dal libro di Thích Nhất Hạnh, in cui agli estratti scelti per la lettura, si alternano brani inediti di Baldini Tosi ispirati agli insegnamenti del grande maestro zen vietnamita.
Nel 2015 avvia una collaborazione con l'associazione culturale "I Folli" per la quale cura le musiche degli spettacoli teatrali creati dalla stessa associazione. A fine 2015 va in scena lo spettacolo "Altre direzioni" (regia di Linda Lucherini e Caterina Meniconi) tratto all'omonimo saggio di Enzo Brogi.
Dal 2016 il suo interesse per la ricerca interiore e la filosofia orientale, in particolare quella dello yoga, si intensifica e questo lo porta, a comporre il disco "Mentepresente" pubblicato da Materiali Sonori nel 2018. Mentepresente è composto da dieci brani dove il suono evocativo degli strumenti orientali abbraccia la canzone d'autore. Il disco si muove fra brani inediti ispirati dalle parole dei grandi pensatori della storia d'Oriente come Milarepa, Shankara, Gautama, e i contemporanei come Thich Nhat Hanh, Vimala Takar, Krisnamurti. Oltre alla forma canzone ci sono flussi musicali che prendono la forma del mantra. Presente nel disco anche una interpretazione di “Montesole" di Giovanni Lindo Ferretti.
Il nuovo album dà l'occasione di mettere in scena l'omonimo spettacolo, fondando per l'occasione l'Eurasia ensemble, un gruppo musicale in cui sonorità orientali ed occidentali ben rappresentano l'atmosfera delle composizioni del cantautore.
Nel 2018 Simone Baldini Tosi inizia una collaborazione con i musicisti storici di Giorgio Gaber, che riconoscono in lui la capacità di reinterpretare in modo originale e profondo i brani del cantante milanese. Insieme a loro nasce il gruppo Banda Gaber che propone in alcuni teatri italiani una selezione di sue canzoni. Grazie al contributo di Fabrizio Federighi, con il quale Baldini Tosi non ha mai smesso di collaborare, e Pier Luigi Stefani, già produttori dello spettacolo "Lo stallo", scritto da Sandro Luporini, la Banda Gaber riesce a far ascoltare lo spettacolo al coautore delle rappresentazioni teatrali di Gaber. Luporini, convinto del progetto, decide di scrivere un nuovo spettacolo, nella forma del teatro canzone, dal titolo "Chiedo scusa se parlo di...Gaber", in cui alle canzoni del duo Gaber-Luporini, si alternano monologhi inediti di riflessione sull'attuale contesto sociale e politico italiano. 
La prima di "Chiedo scusa se parlo di...Gaber" è stata interpretata a Fano presso la Rocca Malatestiana nell'agosto del 2019.

### Yoga e filosofia orientale
Simone Baldini Tosi è praticante Yoga dal 2001. Ha studiato per tre anni i testi base dello yoga con l'insegnante Sergio Busi vissuto in India e Nepal per 16 anni dove si è dedicato alla cultura vedica, allo studio della filosofia classica indiana, delle Upanishad e della Bhagavad-Gita, e alla pratica dello yoga. Busi affida a Baldini Tosi la direzione dei corsi che si tengono a Figline Valdarno per gli anni che intercorrono fra il 2009 e il 2011. Nel 2005 e nel 2006 si reca a Plum Village dove ha la possibilità di frequentare le lezioni di dharma impartite direttamente dal maestro Thich Nhat Hanh monaco zen vietnamita, poeta e pacifista, proposto nel 1967, da Martin Luther King, per il Premio Nobel per la pace. Sempre nel 2006 frequenta lo stage con il Maestro indiano Ashutosh Sharma attualmente insegnante di riferimento per l’Hatha Yoga della Scuola di Formazione Insegnanti Internazionale (HYT-TTP). Dal 2011 al 2015, adottando lo stile tramandatomi dal maestro Sergio Busi, condivide sessioni di Hatha Yoga precedute da piccole introduzioni filosofiche con i dipendenti dell'ospedale Serristori di Figline V.no, aiutandoli nel loro difficile lavoro con gli ammalati. Nel 2015 approfondisce, grazie ad un corso di 72 ore presso il centro Druma Yoga di Firenze, gli studi sul metodo dell’Astangayoga di Patañjali analizzando gli otto anga Yama, Nyama, Asana, Pranayama, Pratyahara, Dharana, Dhyana e Samadhi. Nel 2016 segue un corso della durata di 144 ore sulla Bhagavd-Gita tenuta dall'insegnante Sergio Busi. Nel 2016 ha frequentato il ritiro di meditazione Vipassana tenuto presso l'istituto Lama Tzong Kapa dagli insegnanti Corrado Pensa e Neva Papachristou guide dell'A.Me. Co. Dal 2017,  condivide e condivide giornate di yoga e consapevolezza alternando pratica e musica. Attualmente sta studiando il canto dei Raga e del Kirtan Yoga con il maestro Shridara Das.

## Discografia

### Album e singoli
- 2005 - Immatura - "Self Distribution"
- 2007 - Leggera sinfonia - "Bieffe Musica"
- 2009 - Dietro la perfezione - "Sangha Studio Records"
- 2016 - Simone Baldini Tosi
- 2018 - Mentepresente - Materiali Sonori

### Collaborazioni
- 1994 - Moonsadness - Moongarden - Mellow Records
- 1994 - Soul Inside - Midian - PickUp Records
- 2008 - Songs of the Lighthouse - Moongarden - Galileo Records
- 2009 - A Vulgar Display of Prog - Moongarden - Distilleria Music Records
- 2011 - L'alieno - Luca Madonia - Universal Music Italia
- 2012 - Però quasi - Freak Antoni - CNI Music
- 2014 - Barack e Burattini - Barack e Burattini
- 2018 - "Align Myself To The Universe" Moongarden - (AMS)
- 2021 - "Songs Of Innocence" - Amost Blake - Materiali Sonori

#### Videoclip
- Nuvola
- Amare è umano
- Om Purnamadah
- Vertigine
- Montesole

## Pubblicazioni
- L'esistenza del nulla (racconto), edito Cartaverde (1997).
- Essere vegetariani: una scelta di libertà (articolo in collaborazione con Laura Coser pubblicato nel numero "Cibi del mondo"), Testimonianze (2013)

## Curiosità
- Simone Baldini Tosi ha cantato nella colonna sonora del film Mi chiamava Valerio (2013), pellicola che racconta la storia del ciclista toscano Valeriano Falsini.
- Per finanziare il disco Mentepresente Simone ha utilizzato il crowdfunding.
- Simone Baldini Tosi, dopo essere stato vegetariano dal 1998, nel 2014 ha deciso di adottare un'alimentazione totalmente vegetale.